# FFV NTC
FFV NTC(Football Federation Victoria National Training Centre, 축구 연맹 빅토리아 국립 훈련 센터)는 멜버른의 오스트레일리아 축구 연맹와 빅토리아 연합이 빅토리아 청소년 선수들을 위해 운영한다. 2010년까지 이 프로그램은 Victorian Institute of Sport에서 운영했다.